# یوکیهیرو تاکاهاشی
یوکیهیرو تاکاهاشی (به ژاپنی: 高橋 幸宏 Yukihiro Takahashi); ۶ ژوئن ۱۹۵۲ – ۱۱ ژانویهٔ ۲۰۲۳) خواننده-ترانه‌پرداز، تهیه‌کننده موسیقی، آهنگساز، طبل‌زن، ترانه‌سرا، طراح مد، و بازیگر سینما اهل ژاپن بود. وی بین سال‌های ۱۹۷۲ تا ۲۰۲۳ میلادی فعالیت می‌کرد.
از فیلم‌ها یا برنامه‌های تلویزیونی که وی در آن نقش داشته است می‌توان به جنگل نروژی اشاره کرد.